# Massieu
Massieu település Franciaországban, Isère megyében. Lakosainak száma 757 fő (2022. január 1.). Massieu Saint-Nicolas-de-Macherin, Saint-Sulpice-des-Rivoires, Bilieu, Chirens, Merlas és Saint-Geoire-en-Valdaine községekkel határos.

## Népesség
A település népességének változása:
| Lakosok száma | 341  | 479  | 662  | 742  | 750  | 738  | 747  | 750  | 746  | 757  |
|               | 1968 | 1982 | 1990 | 2006 | 2013 | 2015 | 2017 | 2019 | 2020 | 2022 |